# حلقة العين
حلقة العين هي حلقة من الريش الصغير الذي يحيط بالحلقة المدارية، وهي حلقة من الجلد العاري تحيط مباشرة بعين الطائر.